# Peter Alexander
Peter Alexander Ferdinand Maximilian Neumayer (Vienna, 30 giugno 1926 – Vienna, 12 febbraio 2011) è stato un attore, cantante e showman austriaco. È considerato uno dei più importanti uomini di spettacolo in Austria e Germania tra gli anni '50 e '90.

## Biografia
Figlio di un banchiere, a 5 anni entrò a far parte del coro dei piccoli cantori di Vienna. Nel dopoguerra, si formò come attore nella scuola di recitazione Max Reinhardt Seminar e iniziò a calcare i palcoscenici teatrali. Contemporaneamente intraprese anche una carriera parallela da cantante, e nel 1951 ebbe un notevole successo con la canzone Das machen nur die Beine von Dolores.
Sulla scia dei suoi successi discografici, al cinema venne promosso da ruoli di supporto a parti da protagonista, specializzandosi in commedie e film musicali. Nel 1972 abbandonò il cinema per dedicarsi alla televisione, dove ebbe grande successo come conduttore di talk show e varietà musicali, in particolare con il Peter-Alexander-Show.

## Filmografia parziale
- Verlorene Melodie, regia di Eduard von Borsody  (1952)
- Der letzte Walzer, regia di Arthur Maria Rabenalt (1953)
- Die süßesten Früchte, regia di Franz Antel (1954)
- Liebe, Tanz und 1000 Schlager, regia di Paul Martin  (1955)
- Bonjour Kathrin, regia di Karl Anton  (1956)
- Liebe, Jazz und Übermut, regia di Erik Ode  (1957)
- Night Club (Die Beine von Dolores), regia di Géza von Cziffra (1957)
- So ein Millionär hat's schwer, regia di Géza von Cziffra  (1958)
- Picnic in Africa (Münchhausen in Afrika), regia di Werner Jacobs (1958)
- Peter schiesst den Vogel ab, regia di Géza von Cziffra (1959)
- Im weissen Rössl, regia di Werner Jacobs (1960)
- Per favore non toccate le modelle (Ich zähle täglich meine Sorgen), regia di Paul Martin (1960)
- Kriminaltango, regia di Géza von Cziffra  (1960)
- Die Abenteuer des Grafen Bobby, regia di Géza von Cziffra  (1961)
- Die Fledermaus, regia di Géza von Cziffra  (1962)
- Charley's Tante, regia di Géza von Cziffra (1963)
- Sopra e sotto il letto (Das Liebeskarussell), regia di Rolf Thiele, Axel von Ambesser, Alfred Weidenmann  (1965)
- 100 ragazze per un playboy (Bel Ami 2000 oder Wie verführt man einen Playboy?), regia di Michael Pfleghar (1966)
- Hurra, die Schule brennt!, regia di Werner Jacobs  (1969)
- Hauptsache Ferien, regia di Peter Weck (1972)

## Discografia
- Peter Alexander singt Melodien zum Verlieben  (1962)
- Mir geht’s wunderbar  (1962)
- Wiener Spaziergänge  (1962)
- Peter Alexander singt Wiener Lieder  (1963)
- Piccolo Party  (1964)
- Spaziergang durch das Land der Operette  (1964)
- Wiener G’schichten  (1965)
- Schöne Weihnachten mit Peter Alexander  (1966)
- Peter Alexander in Paris  (1966)
- Peter Alexander der Große  (1967)
- Wie es euch gefällt  (1967)
- Peter Alexander serviert Spezialitäten aus Böhmen, Ungarn, Österreich  (1967)
- Schlager-Rendezvous mit Peter Alexander – 1. Folge  (1967)
- Spezialitäten von der Donau zum Don  (1967)
- Zärtlichkeiten – Melodien für ewig verliebte mit Peter Alexander  (1967)
- Streifzug durch die Operette  (1968)
- Warum ist es am Rhein so schön  (1968)
- Schlager-Rendezvous mit Peter Alexander – 2. Folge   (1968)
- Peter Alexander Show  (1969)
- Für dich, Mutter  (1969)
- Im Land der Lieder  (1969)
- Schlager-Rendezvous mit Peter Alexander – 3. Folge  (1970)
- Servus Wien  (1970)
- Mein Geschenk für dich  (1970)
- Leben heißt Lieben  (1971)
- Der gemeinsame Weg  (1971)
- Wunderschöne Weihnachtszeit  (1972)
- Du bist das beste Pferd im Stall / Du bist das süßeste Mädel der Welt  (1972)
- P.A.  (1972)
- Pedro – Schlagerrendezvous mit Peter Alexander  (1973)
- Spezialitäten aus Österreich, Ungarn, Böhmen – Neue Folge  (1973)
- Wir sind eine große Familie  (1973)
- Peter Alexander serviert Weltschlager  (1974)
- Für Meine Freunde  (1974)
- So viel Farben hat die Liebe  (1975)
- Zwischen Moskau und Nischni – Nowgorod  (1975)
- Vom Böhmerwald zum Wienerwald  (1975)
- Leckerbissen aus dem Böhmerwald   (1976)
- Peter Alexander präsentiert Walt Disney’s Welt   (1976)
- Schlager-Rendezvous mit Peter Alexander  (1976)
- Das neue Schlager-Rendezvous   (1977)
- Wiener G’schichten   (1977)
- Träumerei in Wien  (1977)
- Das Wunschkonzert  (1978)
- Mit Peter Alexander im Land der Operette   (1978)
- P.A. heute   (1978)
- Spezialitäten aus Österreich, Ungarn, Böhmen  (1978)
- Ein Abend mit Peter Alexander  (1979)
- Ein Besuch in Wien  (1979)
- Genieß Dein Leben (1980)
- Ein Dankeschön all Meinen Freunden (1980)
- Mein Freund Robert Stolz (1981)
- Träum mit mir (1981)
- Für dich (1981)
- So oder so (1982)
- Aus Böhmen kommt die Musik (1983)
- Mein Wien (1984)
- Mexico mi amor (1986)
- Lebenslieder (1986)
- Mit Peter Alexander der Sonne entgegen (1988)
- …aber böhmisch muß es sein! (1988)
- Verliebte Jahre  (1991)
- Verliebt in Wien  (2007)